# Zoran Mušič

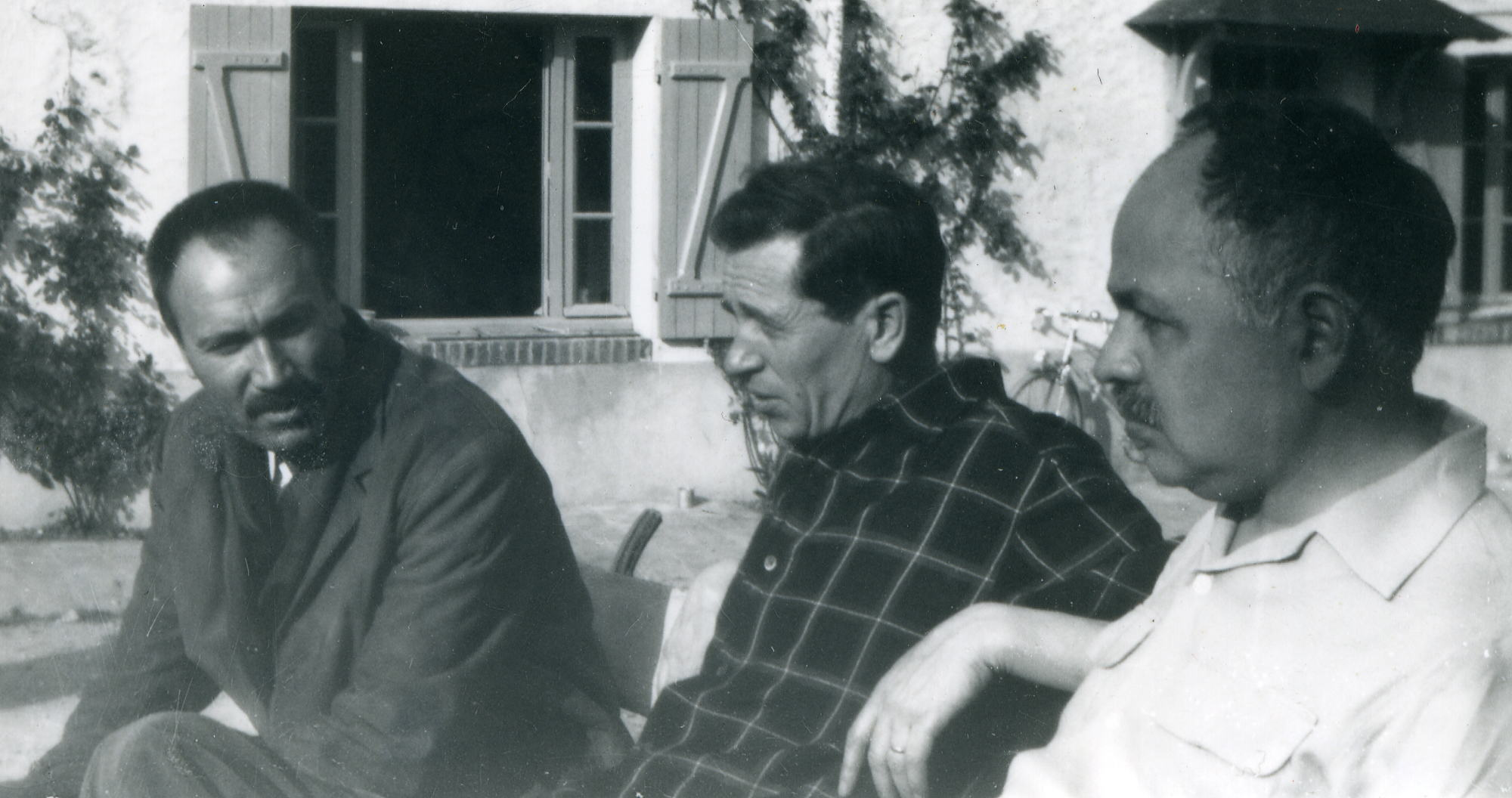
Von links: Mušič, Alfred Manessier, Eudaldo. (1960er Jahre)

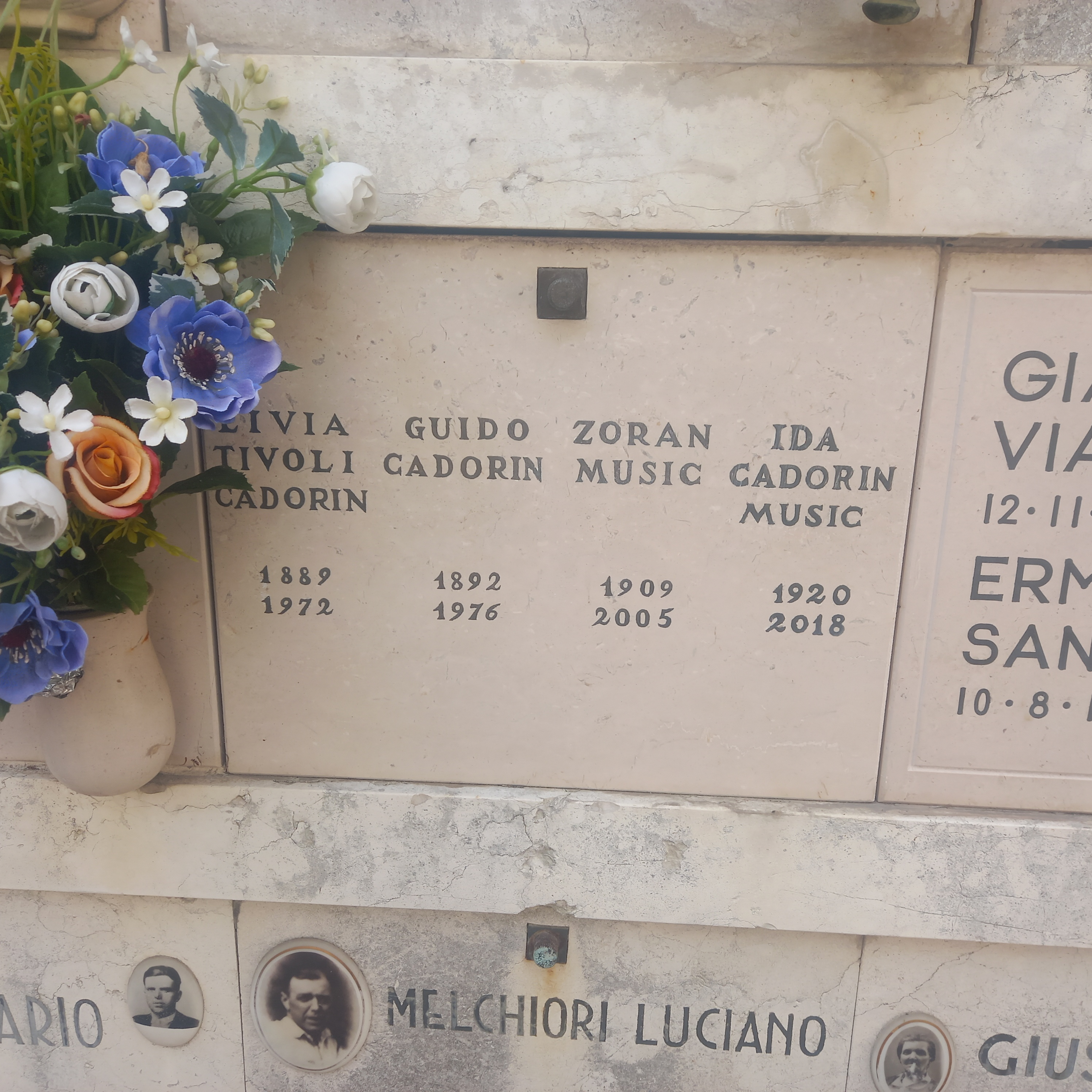
Das Grab von Zoran Mušič und seiner Ehefrau, der Malerin Ida Cadorin auf dem Friedhof von San Michele in Venedig

Zoran Mušič (* 12. Februar 1909 in Bukovica bei Görz, Österreich-Ungarn; † 25. Mai 2005 in Venedig) war ein slowenisch Maler und Grafiker.

## Leben und Werk
Mušič studierte an der Akademie der Schönen Künste in Zagreb. Von März 1935 bis Juni 1935 hielt er sich in Spanien auf und siedelte nach einem Aufenthalt in Dalmatien nach Venedig über. 1944 wurde er in das Konzentrationslager Dachau, wo ungefähr zweihundert Zeichnungen Mušičs entstanden, verschleppt. Von den Zeichnungen waren nach Kriegsende fünfunddreißig erhalten geblieben, die die Grundlage für das 1970 geschaffene Werk Nous ne sommes les derniers bildeten. 2016 wurden 23 Zeichnungen aus Dachau im Archiv des Nationalen Partisanenverbandes Italiens in Triest entdeckt.
1945 kehrte er nach Venedig zurück und nahm 1948 an der ersten Biennale in Venedig nach dem Krieg teil, gefolgt von den Biennalen der Jahre 1950, 1954, 1956, 1982 und 1985.
Zoran Mušič war Teilnehmer der documenta I (1955), der Documenta II (1959) und der Documenta VI (1977) in Kassel. 2005 wurden seine Zeichnungen, die er während der Gefangenschaft im KZ Dachau 1944–1945 anfertigte, in Dachau und Koper ausgestellt.
2002 wurde er als Ehrenmitglied in die American Academy of Arts and Letters gewählt.

## Ausstellungen (Auswahl)
- 1944: Zoran Mušič. 25 oeuvres exposées. Piccola Galleria, Venedig (17. Juni – 8. Juli)
- 1960: Mušič. Peintures et gouaches. Galerie de France, Paris (26. Februar – 20. März)
- 1964: Mušič. Zeichnungen und Graphik. Kunstmuseum Basel (9. Mai – 14. Juni)
- 1967: Zoran Anton Mušič. Retrospektivna razstava. Moderna Galerija, Ljubljana (14. April – 7. Mai)
- 1967: Zoran Anton Mušič, Malerei und Graphik 1938 bis 1966, Kunstverein für die Rheinlande und Westfalen, Düsseldorf, (3. August – 17. September)
- 1978: Mušič, le temps d'une meémoire. Rétrospective: Toiles – Aquarelles – Gouaches – Dessins de 1951 à 1977. Galerie de France, Paris (4. April – 20. Mai)
- 1992–93: Mušič, Arbeiten auf Papier von 1945 bis 1992. Graphische Sammlung Albertina, Wien (25. November – 31. Januar)
- 1995: Zoran Mušič. Galeries nationales du Grand Palais, Paris (4. April – 3. Juli)
- 1995: Zoran Mušič. Nous ne sommes pas les derniers, Peintures, Dessins, Gravures. Musée des Beaux-Arts, Caen (18. Mai – 16. August)
- 1995–96: Zoran Mušič: Die späten Jahre. Bayrische Akademie der Schönen Künste, München (24. November – 14. Januar)
- 1997: Zoran Mušič. Schirn Kunsthalle, Frankfurt am Main (24. April – 29. Juni)
- 1997: Zoran Mušič. MMG Gallery, Tokyo (August)
- 1998: Zoran Mušič: gli acquerelli veneziani 1947 - 1949. Museo Morandi – Instituzione Galleria d’Arte Moderna, Bologna (22. Januar – 13. April)
- 2003: Zoran Mušič, Musei Goriziani, Gorizia, (October 2003 - Februar 2004).
- 2006: Mušič in Slovene private Collections (1935–1997). Galerija Zala, Ljubljana (24. November – 22. Dezember)
- 2009: A Spanish vision, février. National Gallery of Slovenia, Ljubljana
- 2009: Mušič in Slovene Private and Public Collections, Moderna galerija Ljubljana, November 2009 – Februar 2010.
- 2018: Zoran Mušič: Poesie der Stille. Leopold Museum, Wien (13. April – 6. August)
- 2019: Zoran Mušič. Galerie W&K – Wienerroihter & Kohlbacher, Wien (22. Mai – 13. September)
- 2020: Zoran Mušič: Faszination der Malerei. Stadtgalerie Klagenfurt, Klagenfurt (23. Jänner – 13. März)[3]
- 2023: Zoran Mušič: Weltkünstler im Europa des 20. Jahrhunderts. Südtiroler Kulturinstitut, Bozen (4. Mai – 5. Juni)[4]